# 'PLAN A' FIRST EPISODE
〈'PLAN A' FIRST EPISODE〉(플랜에이 퍼스트 에피소드)는 정은지와 허각의 싱글이다.

## 개요
- .사명이 플랜에이 엔터테인먼트로 변경되고 발매하는 첫 컬레버레이션 싱글.
- 〈바다〉는 유피의 2집 《Boomerang》의 두 번째 트랙 〈바다〉를 리메이크한 곡이다.

## 수록곡
1. 바다 [3:29]
  - 작사 · 작곡 · 편곡: 장용진

## 같이 보기
- 'A CUBE' FOR SEASON